# The Real World
The Real World – amerykański reality show. Serial emitowany w MTV relacjonujący życie młodych niedoświadczonych życiowo ludzi. Siedem nieznanych sobie wcześniej osób z różnych stron świata i środowisk decyduje się na spędzenie kilku miesięcy pod jednym dachem w obecności kamer. Dzięki Real World możemy się dowiedzieć jakie problemy i spięcia powoduje przebywanie ze sobą 24 godziny na dobę. Wszystkie z dotychczasowych edycji programu cieszyły się ogromną popularnością, obfitując w zaskakujące zwroty akcji i skandale z udziałem samych bohaterów.

## Sezony
| Sezon | Nazwa                            | Miasto           | Rok       | Liczba odcinków |
| ----- | -------------------------------- | ---------------- | --------- | --------------- |
| 1     | The Real World: New York         | Nowy Jork        | 1992      | 13              |
| 2     | The Real World: Los Angeles      | Los Angeles      | 1993      | 21              |
| 3     | The Real World: San Francisco    | San Francisco    | 1994      | 20              |
| 4     | The Real World: London           | Londyn           | 1995      | 23              |
| 5     | The Real World: Miami            | Miami            | 1996      | 22              |
| 6     | The Real World: Boston           | Boston           | 1997      | 23              |
| 7     | The Real World: Seattle          | Seattle          | 1998      | 20              |
| 8     | The Real World: Hawaii           | Honolulu         | 1999      | 23              |
| 9     | The Real World: New Orleans      | Nowy Orlean      | 2000      | 23              |
| 10    | The Real World: Back to New York | Nowy Jork        | 2001      | 22              |
| 11    | The Real World: Chicago          | Chicago          | 2002      | 24              |
| 12    | The Real World: Las Vegas        | Las Vegas        | 2002-2003 | 28              |
| 13    | The Real World: Paris            | Paryż            | 2003      | 25              |
| 14    | The Real World: San Diego        | San Diego        | 2004      | 26              |
| 15    | The Real World: Philadelphia     | Filadelfia       | 2004-2005 | 26              |
| 16    | The Real World: Austin           | Austin           | 2005      | 24              |
| 17    | The Real World: Key West         | Key West         | 2006      | 25              |
| 18    | The Real World: Denver           | Denver           | 2006-2007 | 28              |
| 19    | The Real World: Sydney           | Sydney           | 2007-2008 | 24              |
| 20    | The Real World: Hollywood        | Los Angeles      | 2008      | 13              |
| 21    | The Real World: Brooklyn         | Nowy Jork        | 2009      | 13              |
| 22    | The Real World: Cancun           | Cancún           | 2009      | 12              |
| 23    | The Real World: D.C.             | Waszyngton       | 2009-2010 | 14              |
| 24    | The Real World: New Orleans      | Nowy Orlean      | 2010      | 12              |
| 25    | The Real World: Las Vegas        | Las Vegas        | 2011      | 13              |
| 26    | The Real World: San Diego        | San Diego        | 2011      | 12              |
| 27    | The Real World: St. Thomas       | Charlotte Amalie | 2012      | 12              |
| 28    | The Real World: Portland         | Portland         | 2013      | 12              |
| 29    | Real World: Ex-Plosion           | San Francisco    | 2014      | 12              |
| 30    | Real World: Skeletons            | Chicago          | 2014-2015 | 13              |
| 31    | Real World: Go Big or Go Home    | Las Vegas        | 2016      | 12              |
| 32    | Real World Seattle: Bad Blood    | Seattle          | 2016-2017 | 12              |